# 破浪而出 (電影)
《破浪而出》（英語：Breaking the Waves）是1996年丹麥導演拉斯·馮·提爾執導的電影作品，是「良心三部曲」的首部曲，後來的兩部曲分別為《白痴》（1998）和《在黑暗中漫舞》（2000）。

## 劇情
在1970年代蘇格蘭高地的一個民風保守小鎮裡，曾被送進精神病院治療情緒問題的女子貝絲(Bess)，與在當地外海石油平台工作的挪威男子揚(Jan)相戀並新婚，但在丈夫工作時不慎發生意外致全身癱瘓之後，貝絲在丈夫病情每下愈況之際，只好順著丈夫的要求，勾引其他男子再回來告訴丈夫詳細經過，以期能換回丈夫情況好轉。

## 風格
本片拍攝手法受到拉斯·馮·提爾發起的激進美學運動逗馬宣言的影響，但其仍有多處違背該宣言的規則，尤其是逗馬宣言規定電影必須在真實場景拍攝，但電影大多是在攝影棚內搭景拍攝。另外還違背包括不可以將故事背景設在過去以及禁止使用配樂等規定。

## 製作
女主角貝絲一角原本由英國演員海倫娜·寶漢·卡特擔任，但她在拍攝前退出，有媒體報導表示退出的原因是該角需要演出裸露和性愛場景。另外美國演員梅拉尼·格里菲思也曾被考慮接下貝絲角色。
戶外場景是在蘇格蘭拍攝，墓園在斯凱島上；室內戲則是在丹麥攝影棚搭景拍攝。

## 獎項
| 獎項               | 獎項           | 受獎者            | 階段／結果 |
| ------------------ | -------------- | ----------------- | ---------- |
| 第49屆坎城影展     | 金棕櫚獎       | 《破浪而出》 丹麥 | 提名       |
| 第49屆坎城影展     | 評審團大獎     | 《破浪而出》 丹麥 | 獲獎       |
| 1996年歐洲電影獎   | 年度電影       | 《破浪而出》      | 獲獎       |
| 1996年歐洲電影獎   | 年度歐洲女演員 | 艾蜜莉·華森       | 獲獎       |
| 1996年歐洲電影獎   | 國際電影記者獎 |                   | 獲獎       |
| 第69屆奧斯卡金像獎 | 最佳女主角     | 艾蜜莉·華森       | 提名       |
| 第22屆凱撒獎       | 最佳外語片     | 《破浪而出》      | 獲獎       |
| 英國電影學院獎     | 最佳女主角     | 艾蜜莉·華森       | 提名       |
| 美國國家影評人協會 | 最佳女主角     | 艾蜜莉·華森       | 提名       |